# 張守宗
張守宗（1526年—1603年），字繼先，貴州思南府水德司人，民籍，明朝政治人物。

## 生平
嘉靖二十八年（1549年）己酉科貴州鄉試第六名舉人。嘉靖二十九年（1550年）聯捷庚戌科會試第七十二名，二甲第十六名進士。授戶部主事，官至户部山西司员外郎。

## 家族
曾祖張縉；祖父張益齡；父張偉，母向氏。具庆下。